# Cuphea trichochila
Cuphea trichochila är en fackelblomsväxtart som beskrevs av Robert Crichton Foster. Cuphea trichochila ingår i släktet blossblommor, och familjen fackelblomsväxter. Inga underarter finns listade i Catalogue of Life.